# Frederic III de Hessen-Kassel
Frederic III de Hessen-Kassel (Kassel, 11 de setembre de 1747 - Frankfurt, 20 de maig de 1837) fou landgravi de Hessen-Kassel. Era el fill més jove del príncep Frederic II de Hessen-Kassel (1720-1785) i de la princesa Maria de Hannover (1723-1772), filla del rei Jordi II de Gran Bretanya. El 1747 el seu pare, aleshores príncep hereu, es va convertir al catolicisme creant un greu conflicte familiar, fins al divorci definitiu el 1755. El jove príncep Frederic, amb els seus germans i la seva mare es van traslladar a Dinamarca, on dos dels seus germans es van casar amb princeses de la família reial danesa. Només el seu germà gran va tornar a Kassel, el 1785 quan, amb la mort del seu pare, el succeí com landgravi de Hessen-Kassel.

## Matrimoni i fills
Frederic es va casar amb la princesa Carolina de Nassau-Usingen (1762-1823), filla de Carles Guillem de Nassau-Usingen (1735-1803) i de Carolina de Leiningen-Dachsburg-Heidesheim (1734-1810). Carolina era quinze anys més jove que ell i provenia d'una noble família sense descendència masculina que aportà com a herència el castell de Rumpenheim, a Offenbach, que va esdevenir el feu familiar. El matrimoni va tenir vuit fills: 
- Guillem (24 de desembre de 1787 - 5 de setembre de 1867), casat amb Lluïsa Carlota de Dinamarca (1789-1864), i pare de Lluïsa de Hessen-Kassel dona del rei Cristià IX de Dinamarca.
- Carles Frederic (9 de març de 1789 - 10 de setembre de 1802).
- Frederic Guillem (24 d'abril de 1790 - 25 d'octubre de 1876).
- Lluís Carles (12 de novembre de 1791 - 12 de maig de 1800).
- Jordi Carles (14 de gener de 1793 - 4 de març de 1881).
- Lluïsa Carolina (9 d'abril de 1794 - 16 de març de 1881).
- Maria (21 de gener de 1796 - 30 de desembre de 1880), casada amb el Gran Duc Jordi de Mecklenburg-Strelitz (1779-1860).
- Augusta (25 de juliol de 1797 - 6 d'abril de 1889), casada amb el príncep Adolf de Cambridge (1774-1850)